# Gabriela Moreno
Gabriela Moreno (* im 20. Jahrhundert) ist eine peruanische Fußballschiedsrichterassistentin.
Moreno leitet Spiele im peruanischen Vereinsfußball, sowohl bei den Frauen als auch bei den Herren, darunter bereits über 100 Spiele in der Primera División der Herren. Darüber hinaus steht sie seit 2010 auf der Liste der FIFA-Schiedsrichter und ist an der Spielleitung internationaler Fußballpartien beteiligt.
Moreno wurde bislang drei Mal für die Copa América der Frauen nominiert, für die Copa América 2014 in Ecuador, für die Copa América 2018 in Chile und die Copa América 2022 in Peru. Zudem war sie als Schiedsrichterassistentin bei der U-17-Fußball-Südamerikameisterschaft 2022 in Uruguay und bei der U-17-Weltmeisterschaft 2024 in der Dominikanischen Republik im Einsatz.
Moreno ist Vorstandsmitglied der Federación Peruana de Fútbol (FPF), was Anfang 2025 zu Diskussionen um ihren möglichen Interessenskonflikt als Schiedsrichterin und Sportfunktionärin führte.